# New York Knicks 1967-1968
La stagione 1967-68 dei New York Knicks fu la 19ª nella NBA per la franchigia.
I New York Knicks arrivarono terzi nella Eastern Division con un record di 43-39. Nei play-off persero la semifinale di conference con i Philadelphia 76ers (4-2).

## Roster
| N° | Naz.                   | Ruolo | Sportivo         | Anno | Alt. | Peso |
| -- | ---------------------- | ----- | ---------------- | ---- | ---- | ---- |
| 4  | Stati Uniti (bandiera) | GA    | Freddie Crawford | 1941 | 193  | 86   |
| 5  | Stati Uniti (bandiera) | GA    | Dick Van Arsdale | 1943 | 196  | 95   |
| 7  | Stati Uniti (bandiera) | G     | Em Bryant        | 1938 | 185  | 79   |
| 8  | Stati Uniti (bandiera) | C     | Walt Bellamy     | 1939 | 211  | 102  |
| 10 | Stati Uniti (bandiera) | AC    | Walt Frazier     | 1945 | 193  | 91   |
| 11 | Stati Uniti (bandiera) | AC    | Neil Johnson     | 1943 | 201  | 100  |
| 12 | Stati Uniti (bandiera) | GA    | Dick Barnett     | 1936 | 193  | 86   |
| 14 | Stati Uniti (bandiera) | GA    | Cazzie Russell   | 1944 | 196  | 99   |
| 17 | Stati Uniti (bandiera) | C     | Nate Bowman      | 1943 | 208  | 104  |
| 16 | Stati Uniti (bandiera) | G     | Howard Komives   | 1941 | 185  | 84   |
| 18 | Stati Uniti (bandiera) | AC    | Phil Jackson     | 1945 | 203  | 100  |
| 19 | Stati Uniti (bandiera) | AC    | Willis Reed      | 1942 | 206  | 107  |
| 23 | Stati Uniti (bandiera) | C     | Jim Caldwell     | 1943 | 208  | 109  |
| 24 | Stati Uniti (bandiera) | GA    | Bill Bradley     | 1943 | 196  | 93   |

## Staff tecnico
- Allenatori: Dick McGuire (15-23) (fino al 27 dicembre)[1], Red Holzman (28-17)